# Alfa Romeo 166

Alfa Romeo 166 je automobil se sportovnějším záměrem vyšší střední třídy vyráběný v letech 1998 až 2007 italskou automobilkou Alfa Romeo, který nahradil předchozí typ 164. Extravagantní design ve stylu menšího modelu 156 vznikl v designovém centru Alfa Romeo pod vedením Waltera de Silvy. Na výběr bylo z několika barev interiéru, a to buď v látkovém nebo koženém čalounění.
Model 166 prošel v roce 2003 rozsáhlým faceliftem. Výroba byla ukončena v roce 2007. Alfa 166 je bohužel prozatím bez nástupce. Oficiálně koncern Fiat zatím nic nepotvrdil, nicméně se množí spekulace, že nové auto bude využívat upravenou platformu Maserati Quattroporte nebo vznikne ve spolupráci s jinou automobilkou. Hovoří se také o tom, že by 169 mohla získat osmiválcový motor z 8C Competizione.
V základní výbavě bylo auto na svou třídu poměrně málo vybavené oproti své konkurenci. V příplatkové výbavě si šlo připlatit za věci např. jako telefon, xenony, kožené sedačky Momo, volant s řadicí pákou ze dřeva, přední vyhřívané sklo, zadní záclonku, nezávislé topení, dešťový senzor, protiprokluzový systém ASR a TCS, samozatmívací zpětné zrcátko, GPS, hudební systém se subwoofery a 17" palcovými koly. Na výběr bylo také z několika barev kombinací interiéru. Raritou však je příplatkový červený a modrý interiér.

## První série
V době svého představení se Alfa Romeo 166 prodávala se třemi benzínovými motory o objemu 2-3 litry a s naftovým 2.4 JTD s přímým vstřikováním Common Rail. Pouze pro italský trh byl určen přeplňovaný benzínový dvoulitr 2.0 TB, který spadal do výhodnější daňové sazby než větší obsahové šestiválce. Všechny motory splňovaly emisní normu Euro 2. Modely 2.5 a 3.0 V6 byly vybaveny brzdami Brembo o čtyřech pístkách na přední nápravě, ale s motorem 2.4 JTD se toto provedení nedělalo. Naftové motory i přes nižší výkon zajišťují autu slušnou dynamiku a jsou velice povedené.
| Model           | Počet válců     | Počet ventilů   | Ventilový rozvod | Vrtání × zdvih [mm] | Zdvihový objem [cm3] | Kompresní poměr | Přeplňování     | Max. výkon [kW při ot./min] | Max. točivý moment [Nm při ot./min] | Poznámka               |
| Zážehové motory | Zážehové motory | Zážehové motory | Zážehové motory  | Zážehové motory     | Zážehové motory      | Zážehové motory | Zážehové motory | Zážehové motory             | Zážehové motory                     | Zážehové motory        |
| --------------- | --------------- | --------------- | ---------------- | ------------------- | -------------------- | --------------- | --------------- | --------------------------- | ----------------------------------- | ---------------------- |
| 2,0 Twin Spark  | R4              | 16V             | DOHC             | 83,0 × 91,0         | 1970                 | 10,0:1          | ne              | 114 při 6400                | 187 při 2800                        |                        |
| 2,0 V6 TB       | V6              | 12V             | 2 × SOHC         | 80,0 × 66,2         | 1996                 | 8,0:1           | ano             | 150 při 6000                | 285 při 2500                        | pouze v Itálii         |
| 2,5 V6 24V      | V6              | 24V             | 2 × DOHC         | 88,0 × 68,3         | 2492                 | 10,3:1          | ne              | 140 při 6200                | 222 při 5000                        |                        |
| 3,0 V6 24V      | V6              | 24V             | 2 × DOHC         | 93,0 × 72,6         | 2959                 | 10,0:1          | ne              | 166 při 6200                | 275 při 5000                        |                        |
| Vznětový motor  |                 |                 |                  |                     |                      |                 |                 |                             |                                     |                        |
| 2,4 JTD         | R5              | 10V             | SOHC             | 82,0 × 90,4         | 2387                 | 18,5:1          | ano             | 100 při 4000                | 304 při 2000                        | jen levostranné řízení |

Od roku 2001 byly nabízené motory upraveny pro emisní normu Euro 3. Model 2.0 TB se už dále nevyráběl.
| Model           | Počet válců     | Počet ventilů   | Ventilový rozvod | Vrtání × zdvih [mm] | Zdvihový objem [cm3] | Kompresní poměr | Přeplňování     | Max. výkon [kW při ot./min] | Max. točivý moment [Nm při ot./min] |
| Zážehové motory | Zážehové motory | Zážehové motory | Zážehové motory  | Zážehové motory     | Zážehové motory      | Zážehové motory | Zážehové motory | Zážehové motory             | Zážehové motory                     |
| --------------- | --------------- | --------------- | ---------------- | ------------------- | -------------------- | --------------- | --------------- | --------------------------- | ----------------------------------- |
| 2,0 Twin Spark  | R4              | 16V             | DOHC             | 83,0 × 91,0         | 1970                 | 10,0:1          | ne              | 110 při 6300                | 181 při 3800                        |
| 2,5 V6 24V      | V6              | 24V             | 2 × DOHC         | 88,0 × 68,3         | 2492                 | 10,3:1          | ne              | 138 při 6300                | 221 při 5000                        |
| 3,0 V6 24V      | V6              | 24V             | 2 × DOHC         | 93,0 × 72,6         | 2959                 | 10,0:1          | ne              | 162 při 6300                | 265 při 5000                        |
| Vznětové motory |                 |                 |                  |                     |                      |                 |                 |                             |                                     |
| 2,4 JTD         | R5              | 10V             | SOHC             | 82,0 × 90,4         | 2387                 | 18,5:1          | ano             | 103 při 4000                | 305 při 1800                        |
| 2,4 JTD         | R5              | 10V             | SOHC             | 82,0 × 90,4         | 2387                 | 18,5:1          | ano             | 110 při 4000                | 305 při 1800                        |

## Druhá série

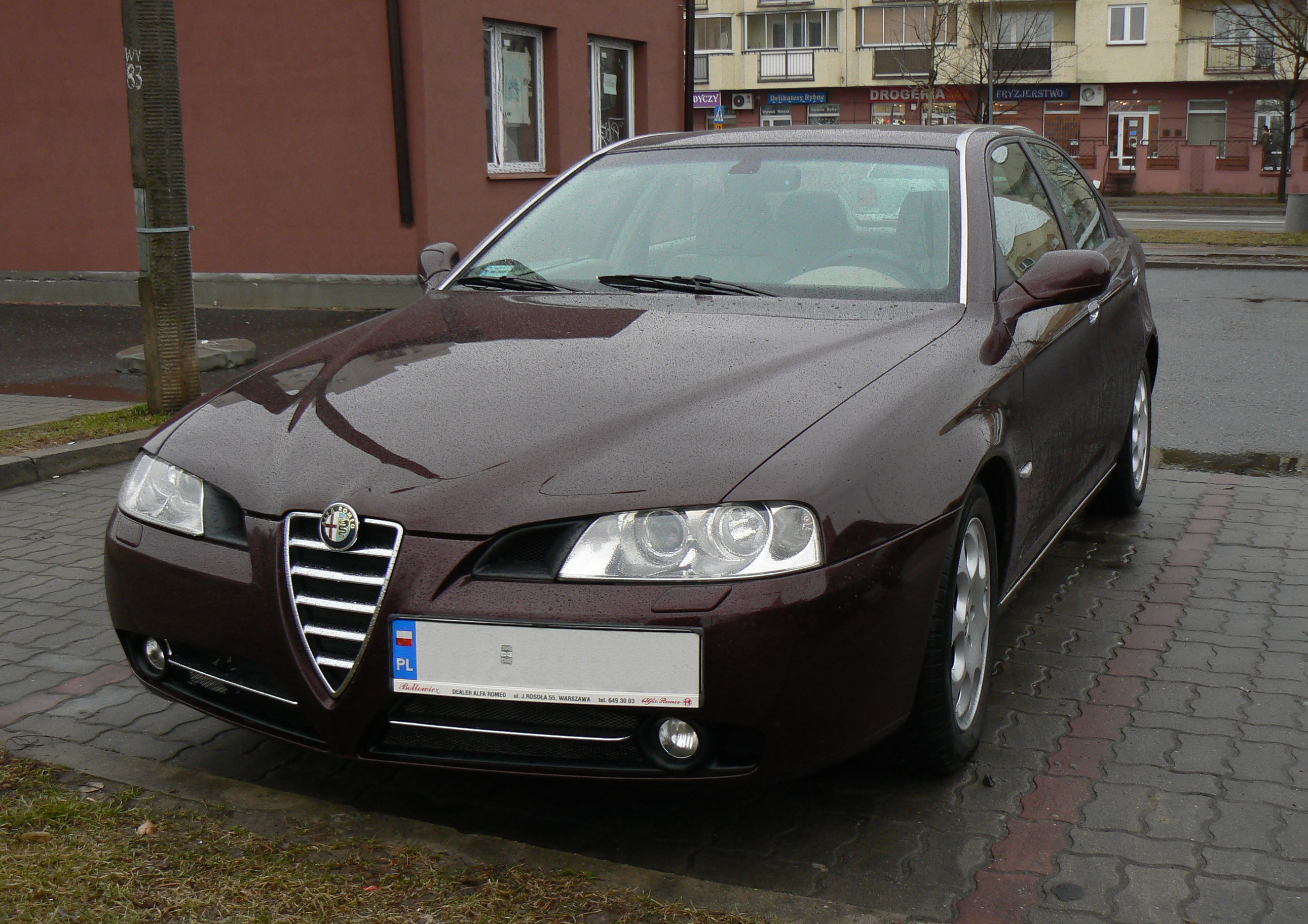
Alfa Romeo 166 po faceliftu

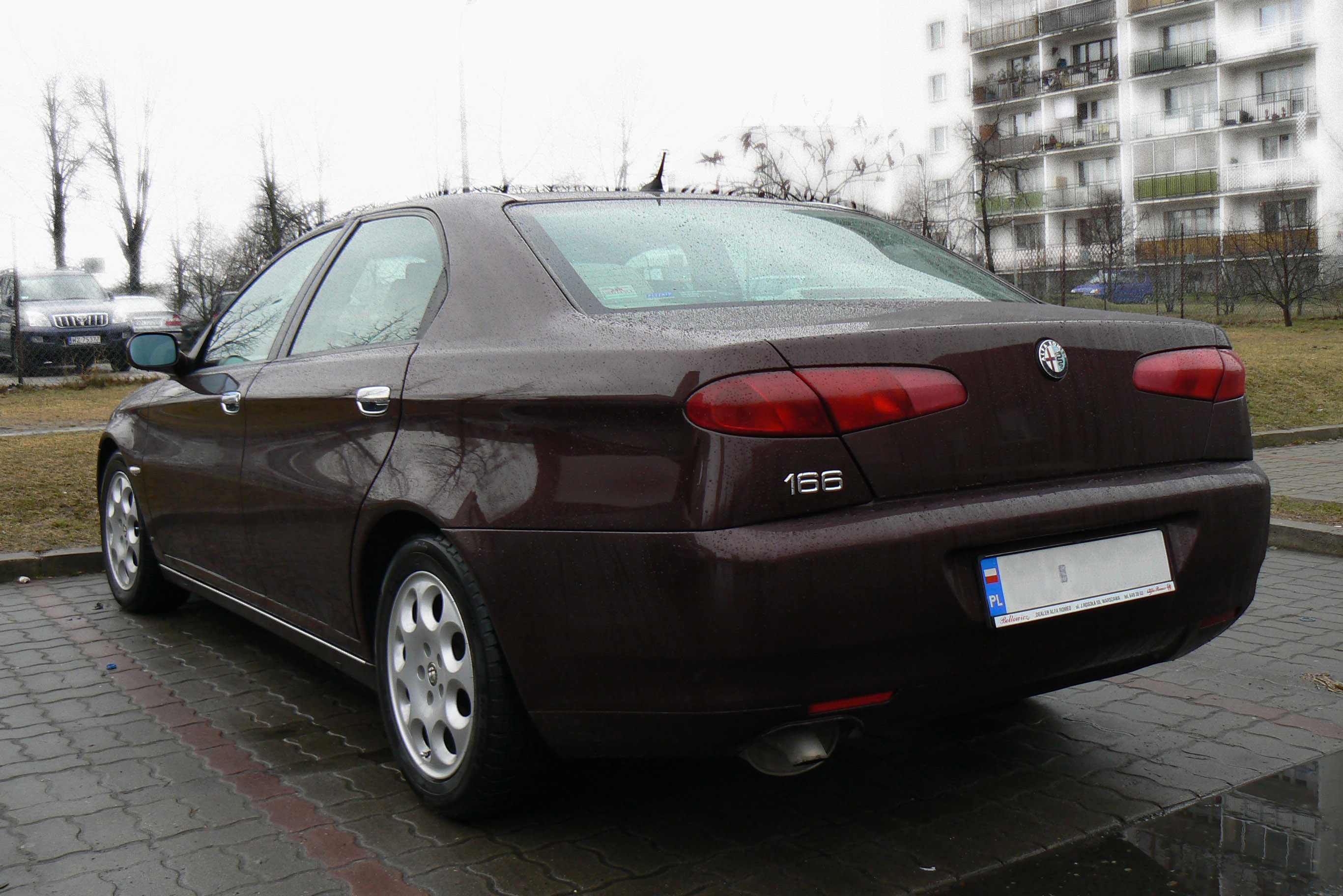
Alfa Romeo 166 po faceliftu (zadní pohled)

V roce 2003 podstoupila Alfa 166 facelift, který změnil především přední část. Nové světlomety byly výrazně větší, trojúhelníková maska chladiče dostala nový tvar a byla protažena až do nárazníku. Nicméně byly provedeny i některé změny v interiéru, např. trojramenný volant a celobéžový interiér. Design se tak přiblížil novému modelu GT a faceliftované 156. Po technické stránce dostala naftová 2.4 dvacetiventilovou hlavu, větší turbo a výkonnější Common rail vstřiky. To pomohlo zvýšit výkon na 129 kW. Také se začaly montovat silnější brzdy i do naftového modelu.
| Model           | Počet válců     | Počet ventilů   | Ventilový rozvod | Vrtání × zdvih [mm] | Zdvihový objem [cm3] | Kompresní poměr | Přeplňování     | Max. výkon [kW při ot./min] | Max. točivý moment [Nm při ot./min] |
| Zážehové motory | Zážehové motory | Zážehové motory | Zážehové motory  | Zážehové motory     | Zážehové motory      | Zážehové motory | Zážehové motory | Zážehové motory             | Zážehové motory                     |
| --------------- | --------------- | --------------- | ---------------- | ------------------- | -------------------- | --------------- | --------------- | --------------------------- | ----------------------------------- |
| 2,0 Twin Spark  | R4              | 16V             | DOHC             | 83,0 × 91,0         | 1970                 | 10,0:1          | ne              | 110 při 6400                | 181 při 3800                        |
| 2,5 V6 24V      | V6              | 24V             | 2 × DOHC         | 88,0 × 68,3         | 2492                 | 10,3:1          | ne              | 138 při 6300                | 221 při 5000                        |
| 3,0 V6 24V      | V6              | 24V             | 2 × DOHC         | 93,0 × 72,6         | 2959                 | 10,0:1          | ne              | 162 při 6300                | 265 při 5000                        |
| 3,2 V6 24V      | V6              | 24V             | 2 × DOHC         | 93,0 × 78,0         | 3179                 | 10,5:1          | ne              | 177 při 6200                | 289 při 4800                        |
| Vznětové motory |                 |                 |                  |                     |                      |                 |                 |                             |                                     |
| 2,4 JTD         | R5              | 10V             | SOHC             | 82,0 × 90,4         | 2387                 | 18,5:1          | ano             | 110 při 4000                | 305 při 1800                        |
| 2,4 JTDm 20V    | R5              | 20V             | DOHC             | 82,0 × 90,4         | 2387                 | 18,0:1          | ano             | 129 při 4000                | 385 při 2000                        |
| 2,4 JTDm 20V    | R5              | 20V             | DOHC             | 82,0 × 90,4         | 2387                 | 18,5:1          | ano             | 136 při 4000                | 385 při 2000                        |